# ايمانويل ناسيمنتو
ايمانويل ناسيمنتو (بالبرتغالية: Emanuel Nascimento) هو سباح برازيلي، ولد في 13 أغسطس 1970 في ريو دي جانيرو في البرازيل.

## وصلات خارجية
- ايمانويل ناسيمنتو على موقع الاتحاد الدولي للسباحة (الإنجليزية)
- ايمانويل ناسيمنتو على موقع أوليمبيديا (الإنجليزية)